# Rafael Alfaro
Rafael Alfaro Alfaro SDB (* 6. Februar 1930 in El Cañavate, Provinz Cuenca; † 23. März 2014 in Granada) war ein spanischer Ordenspriester, Dichter und Journalist.

## Leben
Er studierte Philosophie und Theologie in Córdoba und Sevilla. Nachdem er 1957 zum Priester geweiht wurde und seine erste Messe in der Mezquita de Córdoba gehalten hatte, studierte er in Paris Gregorianischen Choral. Anschließend lehrte er Philosophie, Literatur und Musik am Instituto Internacional don Rúa in San Salvador und als Leiter des Colegio San Bosco in San José in Costa Rica. 1972 schloss er sein Journalistikstudium mit dem Lizenziat in Informationswissenschaften in Madrid ab.
Er gab Impulse an den Dichter Francisco Arellano Oviedo und war mit dem Dichterpriester Valentin Arteaga befreundet. Er arbeitete als Poesiekritiker im Magazin Reseña und in den Zeitschriften Cultura (San Salvador), Claustro Poético (Jaén) und im Boletín Salesiano.
Er selbst hat über 25 Bücher, vor allem Gedichtbände, veröffentlicht und erhielt nationale und internationale Auszeichnungen:
- Premio Nacional de Literatura de El Salvador (1961)
- Premio Cultura Hispánica de Madrid (1963)
- Premio El Ciudad de Madrid (1968)
- Premio Boscán de Barcelona (1969) für das Werk Voz interior
- Premio Alcaraván (1973)
- Primer Premio Internacional de Poesiá 'Olivo'  (1976) für das Werk Objeto de contemplación
- Premio Café Marfil de Madrid (1977)
- Premio Villa de Rota (1980)
- Premio Ciudad de Cuenca (1984)
- Premio Tiflos (1990)
- Premio José Hierro (1994)
- Premio Florentino Pérez Embid der Real Academia Sevillana de Buenas Letras (2002) für das Werk Indagación del otoño
- XXVIII. Premio Internacional Fernando Rielo (mystische Poesie) für sein Werk Hora de la tarde[2]

## Werke
- El alma de la fuente, San José de Costa Rica 1971
- Voz interior, Barcelona 1972
- Testimonio sellado: Jaime Ortiz, 1973
- Vamos, Jonás, Salamanca, Imp. Calatrava 1974
- Una llamada al misterio: Cuatro poetas, hoy, 1975
- Tal vez mañana, Torrejón de Ardoz 1978
- Objeto de contemplación, Jaén 1978
- Cables y pájaros, Madrid (9)1979
- (gemeinsam mit Mercedes Muñoz), Cables y pájaros, 1979
- Música callada, Cádiz 1981; Madrid 1991
- (gemeinsam mit Teresio Bosco), Juan Pablo II: „testigo de la esperanza“, Madrid 1982. ISBN 84-7043-261-3
- (gemeinsam mit Enzo Bianco), Dieron su vida: Monseñor Luis Versiglia y Calixto Caravario, Madrid 1983. ISBN 84-7043-300-8
- Los cantos de Contrebia, Cuenca 1985
- Escondida senda (Antlogía), Madrid 1986
- Tierra enamorada, Madrid 1986
- Concierto en cuatro tiempos para Carlos de la Rica. Cuenca 1988
- La otra claridad, Madrid 1989
- Elegías del RUS, 1993
- Salmos desde la noche, 1993
- Los pájaros regresan a la tarde, Madrid 1994
- Dios del venir: imágenes de Adviento y Navidad, Madrid 1994. ISBN 978-84-7043-815-8
- Xaire poemas marianos, 1998
- Apuntes de Alarcón. Cuenca: Diputación Provincial, 2001
- Indagación del otoño, Madrid 2003

- Don Bosco: Cartas a los niños de todas las edades. ISBN 978-84-7043-353-5
- Con Don Bosco de la mano. ISBN 978-84-7043-637-6